# Sint-Audomaruskerk (Millam)
De Sint-Audomaruskerk (Frans: Église Saint-Omer) is de parochiekerk van de gemeente Millam in het Franse Noorderdepartement. De kerk werd samen met het kerkhof in 1951 ingeschreven als monument historique.

## Geschiedenis
Een eerste kerkgebouw werd gewijd in 1083 door de abt van de Abdij van Waten. In 1171 was sprake van de oprichting van een kapel, die bediend werd door een kapelaan en mogelijk een nieuw gebouw was. Deze kerk werd voortdurend verbouwd en vergroot, en uiteindelijk ontstond een driebeukige hallenkerk met transept, tijdens bouwfasen in de 15e eeuw en 1607. De spits van de vierkante vieringtoren werd van 1620-1625 aangebracht. In de 18e eeuw werd de noordbeuk en het middenschip nog vergroot en ook werd tegen de zuidgevel een portaal geplaatst. In de 19e eeuw werd een sacristie aangebouwd.

## Interieur
Het orgel werd vervaardigd door Van Peteghem in 1846 en in 1977 werd het gerestaureerd. De orgelkast kwam in 1812 tot stand. Uit de 18e eeuw is een schilderij dat het Laatste Avondmaal verbeeldt. Een schilderij voorstellende Maria en Kind die de slang verpletteren wordt toegeschreven aan Annibale Carracci.